# Królewski Dwór (Gdańsk)

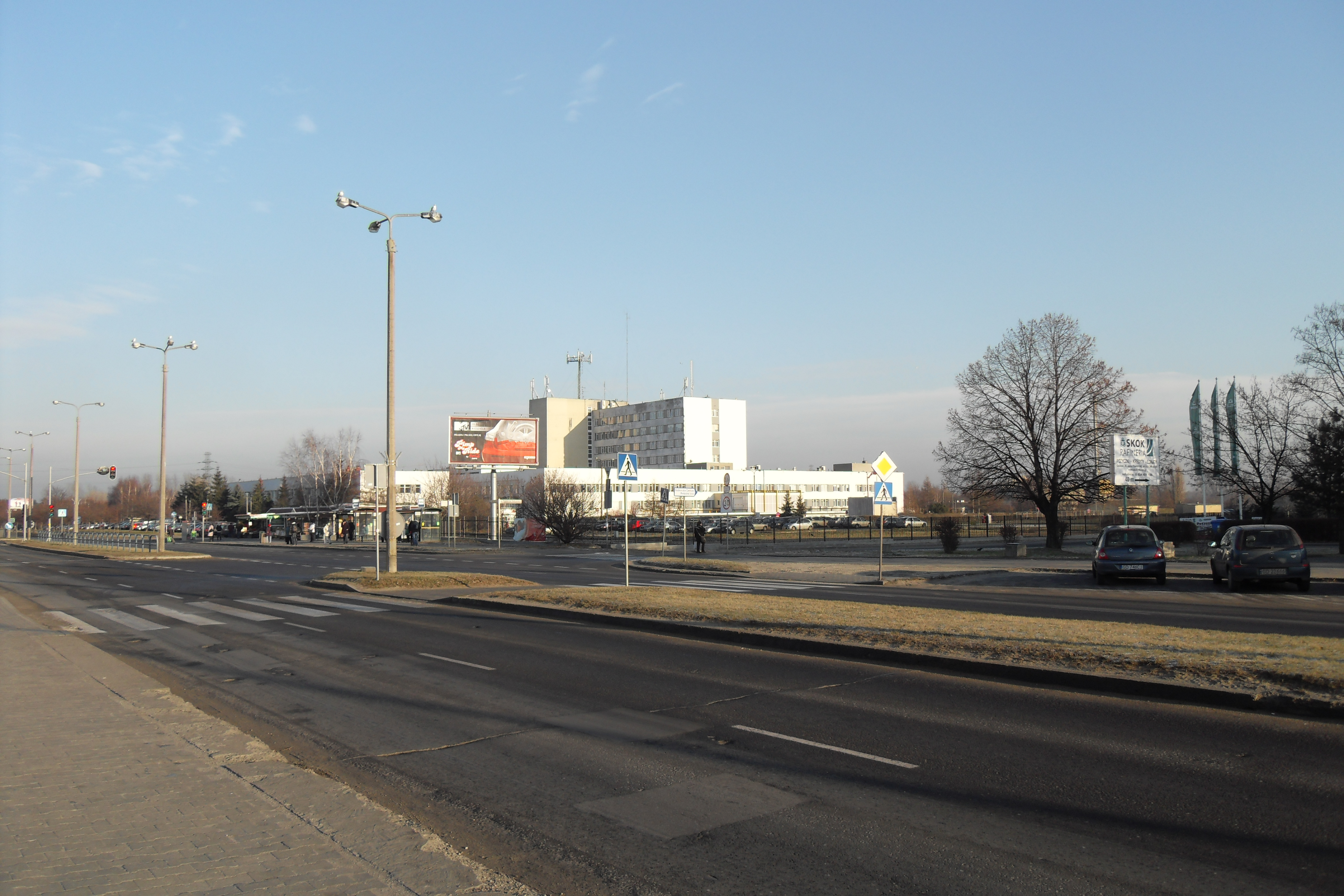
Królewski Dwór

Królewski Dwór (niem. Königshof) – część Gdańska, w dzielnicy Zaspa-Rozstaje.
Królewski Dwór jest jednym z czterech dawnych dworów należących do jednostki morfogenetycznej Zaspa, która została przyłączona w granice administracyjne miasta w 1914. Królewski Dwór należy do okręgu historycznego Port.

## Położenie
Osiedle położone jest w centralno-zachodniej części dawnej wsi Zaspa i w północno-wschodniej części dzielnicy Zaspa-Rozstaje. Obejmuje rejon skrzyżowania współczesnej al. Jana Pawła II z ul. Meissnera oraz ul. Powstańców Wielkopolskich. Obecnie obszar Królewskiego Dworu zajmuje Szpital Specjalistyczny im. Św. Wojciecha.